# 토키몬스타

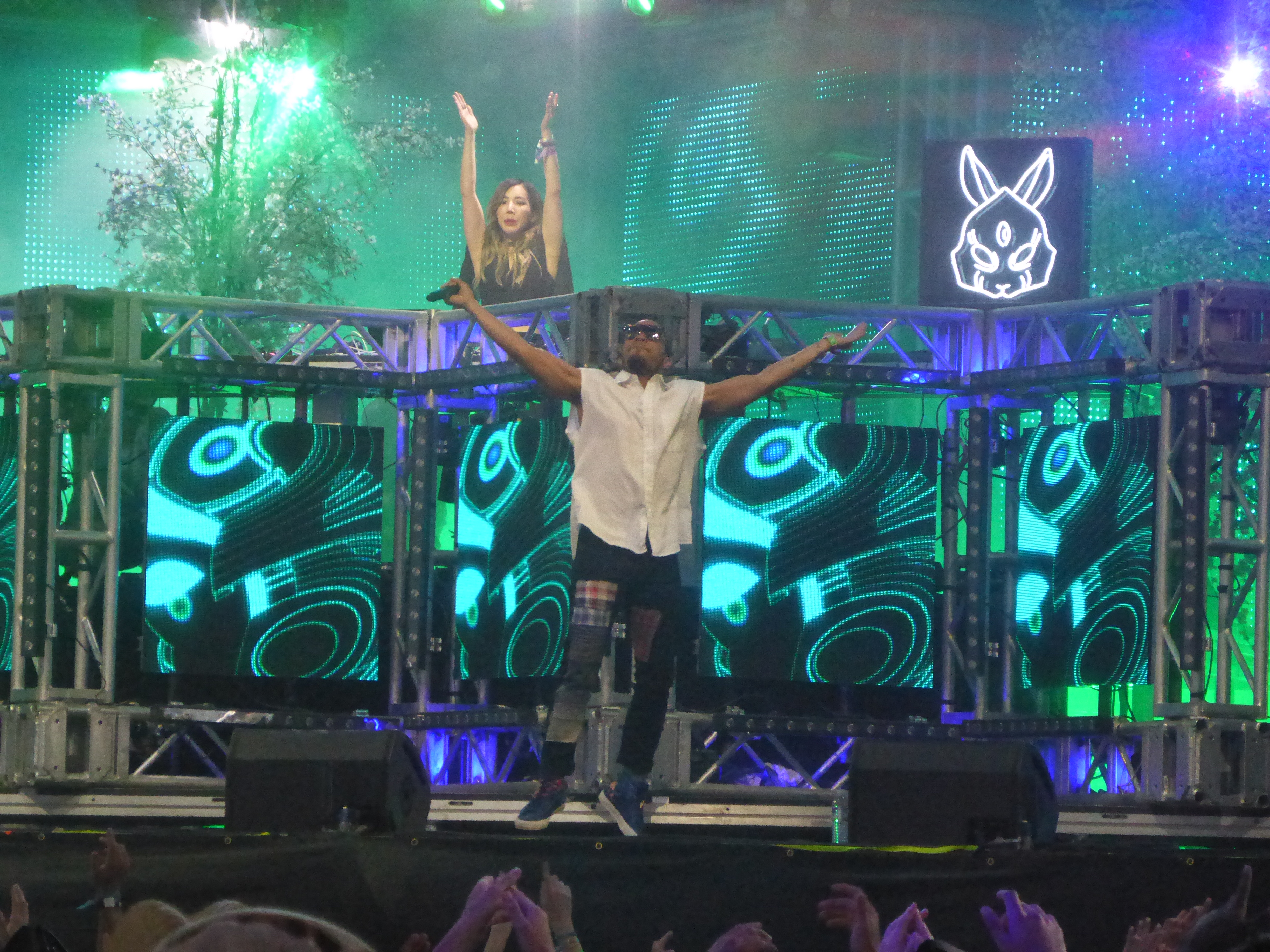

토키몬스타(TOKiMONSTA)는 로스앤젤리스 출신의 디스크 자키 제니퍼 리(Jennifer Lee)의 예명이다. 얼터너티브 힙합 음악가 서스티 피쉬 래퍼 쿨 케이스 가수 MNDR, 프로듀서 Anderson Paak과 협업하였고, 안드레야 트리애너, 대델루스, Jodeci,, 저스틴 팀버레이크와 리믹스 트렉 작업을 하기도 하였다.

## 성장
제니퍼 리는 캘리포니아주 토런스에서 자랐으며. 한국계 미국인이다. 캘리포니아 대학교 어바인 경영학과를 졸업하였고 비디오 게임 프로듀서로 일하였다.
제니퍼 리는 전통적인 피아노 교습을 받았고 대학교 재학중에는 로스앤젤리스 레이머트 파크에 있는 프로젝트 블로우드, 로우 엔드 데오리와 같은 클럽에서 비트를 담당하였다.

## 경력
제니퍼 리는 2010년 런던 레드불 뮤직 아카데미에 초대되었다. 이후 로스앤젤리스의 음악가 플라잉 로터스가 창립한 레이블 브레인피더와 처음으로 계약한 여성 음악가가 되어 2010년 첫 음반 《Midnight Menu》를 발매하였다. 2010년 12월 주간지 《LA 위클리》는 급상승 중인 여성 DJ 1순위로 제니퍼 리를 올렸다. 2011년 브레인피더를 통해 EP 《Creature Dreams》를 발표하였다. 2012년 수지 아날로그와 협업으로 11 곡을 담은 《Analogue Monsta》를 발표하였다.
2013년 울트라 뮤직을 통해 두번째 앨범인 《Half Shadows》를 발표하였고, 2014년 스스로 세운 레이블 영아트 레코드를 통해 《Desiderium》을 발표하였다.
2014년 레드불 뮤직 아카데미에 이전 시즌 졸업자로서 강사로 초청되었다. 2015년 영아트 레코드의 프로듀서로서 가빈 투렉의 《You're Invited》를 제작하였다. 같은 해 아시안 아메리칸 여성 4명의 일상을 담은 알파 걸스(Alpha Girls)에 출연해 이름을 알렸다.

### 이름
토키몬스타는 한국어 토끼와 몬스터를 합성하여 지은 이름이다. 한국 동요 〈산토끼〉에서 가져왔다고 한다.

## 모야모야 병
2015년 말 제니퍼 리는 모야모야병이 발병하였다. 2번에 걸친 뇌수술을 받고 몇 달간 음악을 전혀 이해할 수 없는 상태에 빠졌다가 이를 경험으로 새 앨범 《Lune Rouge》를 발표하였다. 새 앨범은 음악인 토키몬스타와 자연인 제니퍼 리의 가치관을 함께 섞어 삶에 대한 의지를 담았다. 넷플릭스의 다큐멘터리 시리즈 《익스플레인:세계를 해설하다》의 첫회 〈소리와 음악 사이〉에 출연하여 자신의 경험을 통해 음악의 특성을 이야기하였다.

## 음악

### 앨범
- Midnight Menu (2010)
- Half Shadows (2013)
- Desiderium (2014)
- Fovere (2016)
- Lune Rouge (2017)
- Oasis Nocturno (2020)

### 익스텐디드 플레이
- Bedtime Lullabies (2008)
- Cosmic Intoxication (2010)
- Creature Dreams (2011)
- Los Angeles 8/10 (2011) (마이크 가오와 협업)
- Boom (2012) (수지 아날로그와 아날로그 몬스타로서 협업)
- You're Invited (2015) (가빈 투렉과 협업)

### 싱글
- "USD / Free Dem" (2010)
- "Mileena's Theme" (2011)
- "Darkest (Dim)" (2012)
- "Go With It" (2013)
- "The Force" (2013)
- "The World Is Ours" (2014)
- "Realla" (2014)
- "Steal My Attention" (2014)
- "Drive" (2014)
- "Pinching" (2014)
- "Saw Sydney (Pharrell 'That Girl' Flip)" (2015)
- "Hemisphere" (2015)
- "Surrender" (2015)
- "Put It Down" (2015)
- "Don't Call Me" (2017)
- "We Love" (2017)
- "I Wish I Could" (2018)

### 프로덕션
- 서스티 피쉬 - 앨범 《Watergate》중 "Grind It Out"과 "Antique Blowed Show"(2011)

### 리믹스
- Shlohmo - "Hot Boxing the Cockpit" (2010)
- Suzi Analogue - "NXT MSG" (2010)
- Eight and a Half - "Scissors" (2011)
- Take - "Horizontal Figuration" (2011)
- Andreya Triana - "Far Closer" (2011)
- Swede:Art - "I'm a R.O.B.O.T." (2011)
- Daedelus - "Tailor-Made" (2011)
- Kidkanevil - "Megajoy" (2011)
- Hundred Waters - "Thistle" (2012)
- Jodeci - "Freek'n You" (2012)
- Stan Getz & [[João Gilberto - "Corcovado" (2013)
- Felix Cartal - "New Scene" (2013)
- Justin Timberlake - "Suit & Tie" (2013)
- Tinashe - "2 On" (2014)
- Elizabeth Rose - "Sensibility" (2014)
- Kilo Kish]] - "IOU" (2014)
- Jessie Ware]] - "Keep On Lying" (2014)
- Mariah Carey - "Heartbreaker" (2014)
- Lupe Fiasco - "Superstar" (2014)
- Yacht - "Where Does This Disco?" (2015)
- The Drums - "There's Nothing Left" (2015)
- Gavin Turek - "Frontline" (2015)
- Lil Uzi Vert - "Team Rocket" (2016)
- Beck - "Wow" (2016)
- Maroon 5]] - "Girls Like You" (2018)
- George FitzGerald, Lil Silva - "Rollback" (2018)[29]